# OODA-Loop
Der OODA-Loop ist ein Informationsstrategiekonzept aus dem militärischen Bereich. Es definiert eine Entscheidungsschleife, die aufgrund eines neuen Ereignisses immer wieder durchlaufen wird.

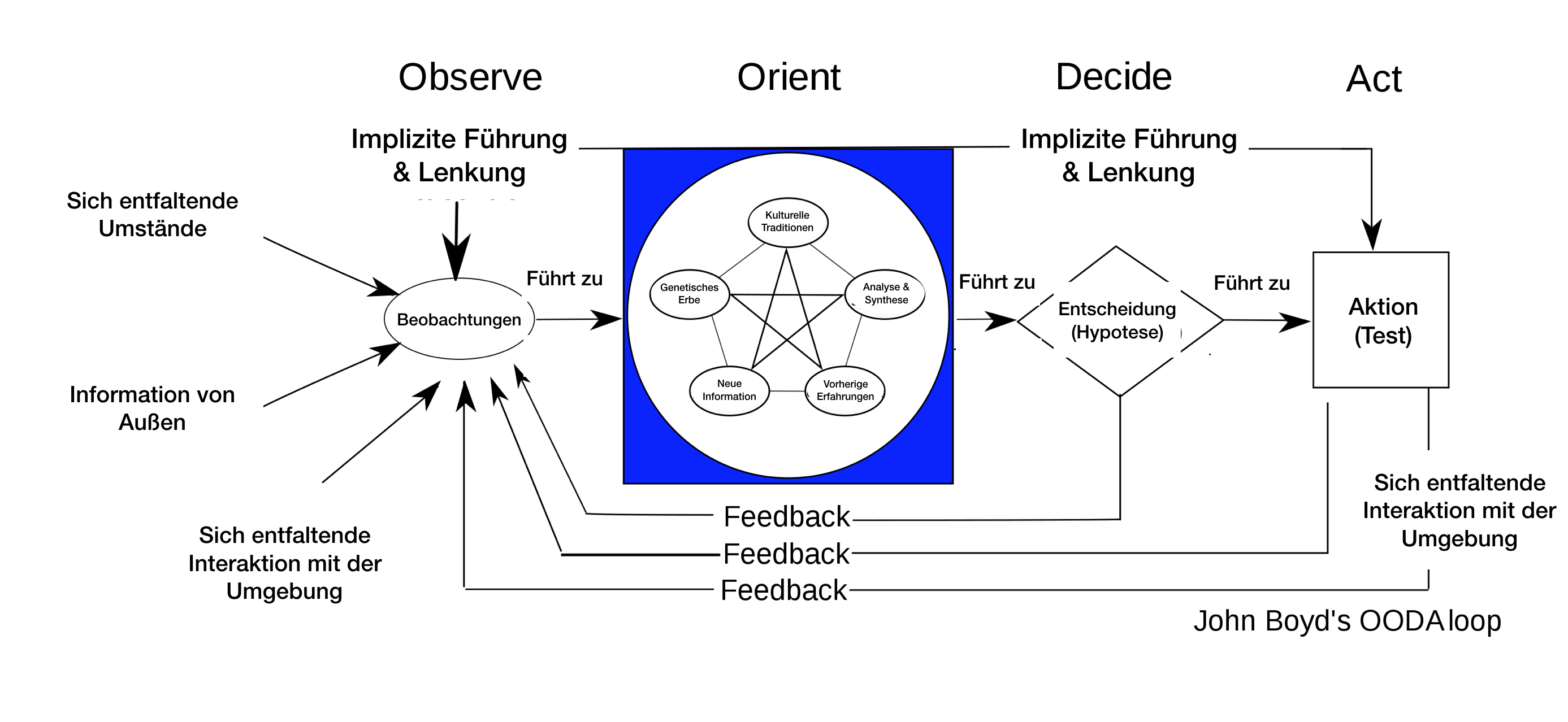
Die OODA-Loop nach Col. John Boyd

## Überblick
Die Theorie versucht somit eine Verhaltensweise, eine Reaktion eines Individuums oder einer ganzen Organisation (z. B. Abteilung, Vereinigung, Staat) in einer (fremden) Umgebung gegenüber einem Ereignis abstrakt darzustellen. Diese wurde von dem Militärstrategen John Boyd (1927–1997) entwickelt und wird zur taktischen Analyse und psychologischen Paralyse eines Gegners verwendet.
Da diese Theorie von einem Entscheidungsprozess ausgeht, lassen sich einige Elemente der Theorie auf den wirtschaftlichen Bereich anwenden, wie zum Beispiel bei Geschäftsverhandlungen oder Lernprozessen.
OODA bedeutet im Einzelnen:
- Observe – beobachten
- Orient – orientieren
- Decide – entscheiden
- Act – handeln

## Modelldefinition
John Boyd postuliert, dass der Gegner oder das System die Ereignisse um sich herum beobachten (observe) und versuchen, daraus Informationen oder Schlüsse zu ziehen. Anhand dieser wahrgenommenen Situation wird sich orientiert (orient) und darauf eine Entscheidung (decide) gefällt. Dann muss es vom Gegner bzw. System aus zu einer Handlung (act) kommen. Durch diese Handlung können erneut Ereignisse ausgelöst werden, worauf es wieder zu einer Beobachtung (observe) kommt.

## Strategie
Man kann unter Umständen einen Vorteil erlangen, indem man den OODA-Loop schneller durchläuft als der Gegner. Durch das eigene Handeln (am Ende der Schleife) verändert man die Situation, während der Gegner noch dabei ist, die alte Situation zu verarbeiten. Der Gegner ist gezwungen den Loop von vorne zu beginnen, ohne rechtzeitig gehandelt zu haben.
Im Bezug auf die Kriegsführung (militärisch oder wirtschaftlich) gilt es daher, den Schleifenlauf des Gegenüber mit Täuschung und Mehrdeutigkeit eines Ereignisses zu verlängern und mit gezielten Maßnahmen weitere Entscheidungsschleifen in einer Entscheidungsschleife einzubauen. Anhand falscher Informationen oder Ereignisse wird also das Denken und die Kräfte des Gegners auf einen falschen Weg gebracht und trifft letztendlich die falsche Entscheidung. Dadurch wird der Gegner nicht in der Lage sein, schnell oder sicher zu handeln oder gar handlungsunfähig gemacht.

## Parallelen
Teile des OODA-Konzepts finden sich in der Publikation: „The art of war“ von Sun Tzu wieder. Durch Täuschung, Schnelligkeit und Flüssigkeit der Handlung, das gezielte Angreifen der Strategie des Gegners, sowie durch das Ausnutzen des Überraschungs- und Schockmomentes wird der Gegner besiegt.